# Lancetes flavipes
Lancetes flavipes är en skalbaggsart som beskrevs av Zimmermann 1924. Lancetes flavipes ingår i släktet Lancetes och familjen dykare. Inga underarter finns listade i Catalogue of Life.